# SummerSlam 1991
SummerSlam 1991 è stato il quarto evento annuale in Pay Per View prodotto dalla World Wrestling Federation. L'evento si svolse il 26 agosto 1991 al Madison Square Garden di New York.
SummerSlam 1991 viene ricordato principalmente per il matrimonio sulle scene di Randy Savage e Miss Elizabeth, definito "A Match Made in Heaven" ("un match combattuto in paradiso") dall'annunciatore Vince McMahon (nella vita reale Savage ed Elizabeth erano già sposati sin dal dicembre 1984). Personalità della WWF che parteciparono al ricevimento furono Bobby Heenan, Gene Okerlund, J.J. Dillon, The Undertaker, e Jake Roberts. Questi ultimi due erano però ospiti non invitati. Roberts terrorizzò Elizabeth con un serpente mentre Undertaker attaccò Savage con un'urna.
Altro match importante, definito per opposizione "A Match Made in Hell" ("un match combattuto all'inferno"), il main event dello show, fu un handicap tag team match tra il WWF Champion Hulk Hogan e The Ultimate Warrior contro Sgt. Slaughter, General Adnan e Colonel Mustafa. Si trattò dell'ultima apparizione di Slaughter nelle vesti del simpatizzante iracheno del regime di Saddam Hussein, una storyline ispirata alla guerra del golfo.
Negli altri incontri della manifestazione, i Legion of Doom sconfissero i Nasty Boys aggiudicandosi i titoli mondiali di coppia. Così facendo Hawk e Animal divennero l'unico tag team nella storia del wrestling ad aver detenuto il WWF Tag Team Championship, l'NWA World Tag Team Championship, e l'AWA World Tag Team Championship. Altro incontro importante fu quello dove Bret Hart vinse il suo primo titolo da wrestler singolo sconfiggendo il campione intercontinentale Mr. Perfect. Dopo la vittoria del match, Hart scese dal ring per andare ad abbracciare i genitori (Stu ed Helen Hart).

## Conseguenze
I punti salienti del matrimonio tra Randy "Macho Man" Savage e Miss Elizabeth furono trasmessi negli show televisivi della WWF, incluso lo "scherzetto" di The Undertaker e Jake Roberts. Savage, che non poteva ancora lottare al cento per cento, per la sua sconfitta a WrestleMania VII nel retirement match contro The Ultimate Warrior sarebbe diventato il bersaglio di insulti da parte di Roberts, che continuarono a crescere nel 1991. Alla fine, un Savage furioso, nel corso di WWF Superstars, salì sul ring, mentre Roberts stava eseguendo un promo anti-Savage. A quel punto Roberts attaccò Savage, lo legò alle corde e permise alla sua vipera di morderli il braccio. Le conseguenze di questo gesto portarono al ripristino di Savage come lottatore attivo e a un match al PPV This Tuesday in Texas.
In seguito alla sconfitta della sua squadra contro Hogan e The Ultimate Warrior, Slaughter rivalutò il suo sostegno dell'Iraq, decise che aveva fatto una decisione sbagliata, e diventò nuovamente un face. Da quel momento comincia ad apparire in vignette accanto a punti di riferimento americani, dicendo "Io voglio di nuovo il mio paese". Durante un match a Superstars, Jim Duggan fu attacco dai The Nasty Boys, e Slaughter lo salvò. Duggan e Slaughter fecero coppia per sconfiggere i Nasty Boys e continuarono a collaborare nei mesi successivi; Slaughter sconfisse anche Colonel Mustafa and General Adnan in una serie di match. Nonostante Slaughter fosse diventato un face, fu ancora nominato nel 1991 "Most Hated Wrestler of the Year" da parte della rivista Pro Wrestling Illustrated per la sua gimmink pro-irachena.
SummerSlam 1991 fu l'ultimo PPV in America che vide la partecipazione del gigante André the Giant. Ormai andava in giro con le stampelle a causa dei suoi continui problemi di salute con l'acromegalia. André apparì anche durante il tour della WWF in Inghilterra nel mesi di settembre e ottobre 1991. Queste furono le sue ultime apparizioni in WWF durante la sua vita, visto che egli morì il 27 gennaio 1993. Ebbe a che fare con diversi infortuni anche Mr. Perfect, che, dopo tre mesi di assenza dalla WWF, tornò come commentatore a Superstars.

## Il "caso" Ultimate Warrior
Dietro le scene e al di fuori della varie storyline predeterminate, l'evento celò una controversia riguardante The Ultimate Warrior. A posteriori, la WWF dichiarò che Warrior, a pochi minuti dal match, aveva minacciato di non salire sul ring se non gli fosse stato accordato un aumento di stipendio. Hulk Hogan e Sgt. Slaughter discussero la possibilità di convincere Warrior con le "maniere forti" a desistere dal suo intento quando furono informati da Vince McMahon del trattamento di favore richiesto dal wrestler.
Secondo McMahon, che non voleva si scatenasse una vera rissa tra Hogan, Slaughter e Warrior nel backstage, egli pagò a Warrior una cifra suppletiva per l'incontro, ma poi lo licenziò immediatamente dopo SummerSlam. In tempi recenti Warrior ha risposto sul suo sito internet personale a queste accuse affermando che la sua richiesta era motivata dal fatto che gli era stato trattenuto parte del compenso già stabilito per il lavoro svolto a WrestleMania VII.

## Risultati
| N.         | Risultati | Stipulazioni                                                                                    | Durata |
| ---------- | --- | ----------------------------------------------------------------------------------------------- | ------ |
| Dark match | Koko B. Ware ha sconfitto Kato | Single match                                                                                    | 06:03  |
| 1          | The British Bulldog, Ricky Steamboat e The Texas Tornado hanno sconfitto Power and Glory (Paul Roma & Hercules) e The Warlord (con Slick)                   | Six-man tag team match                                                                          | 10:43  |
| 2          | Bret Hart ha sconfitto Mr. Perfect (c) (con The Coach) | Single match per il WWF Intercontinental Championship                                           | 18:04  |
| 3          | The Natural Disasters (Earthquake & Typhoon) (con Jimmy Hart) hanno sconfitto The Bushwhackers (Bushwhacker Butch & Bushwhacker Luke) (con André the Giant) | Tag team match                                                                                  | 06:27  |
| 4          | Virgil ha sconfitto Ted DiBiase (c) (con Sensational Sherri)                                                                                                | Single match per il Million Dollar Championship                                                 | 13:11  |
| 5          | Big Boss Man ha sconfitto The Mountie | Jailhouse match, dove il perdente avrebbe dovuto passare 24 ore nella prigione di New York City | 09:38  |
| 6          | The Legion of Doom (Hawk & Animal) hanno sconfitto The Nasty Boys (Brian Knobbs & Jerry Sags) (c) (con Jimmy Hart)                                          | Street Fight match per i WWF Tag Team Championship                                              | 07:45  |
| 7          | Irwin R. Schyster ha sconfitto Greg Valentine | Single match                                                                                    | 07:07  |
| 8          | Hulk Hogan & The Ultimate Warrior hanno sconfitto Sgt. Slaughter, Colonel Mustafa & General Adnan                                                           | Handicap match con Sid Justice come arbitro speciale                                            | 12:40  |

## Altri talenti on-screen
| Commentatori - Bobby Heenan - Gorilla Monsoon - Roddy Piper Intervistatori - Lord Alfred Hayes - Sean Mooney - Gene Okerlund Annunciatore - Howard Finkel | Arbitri - Dangerous Danny Davis - Earl Hebner - Joey Marella Altri - Tony Garea - Rene Goulet - Pat Patterson |